# Dimash Kudaibergen

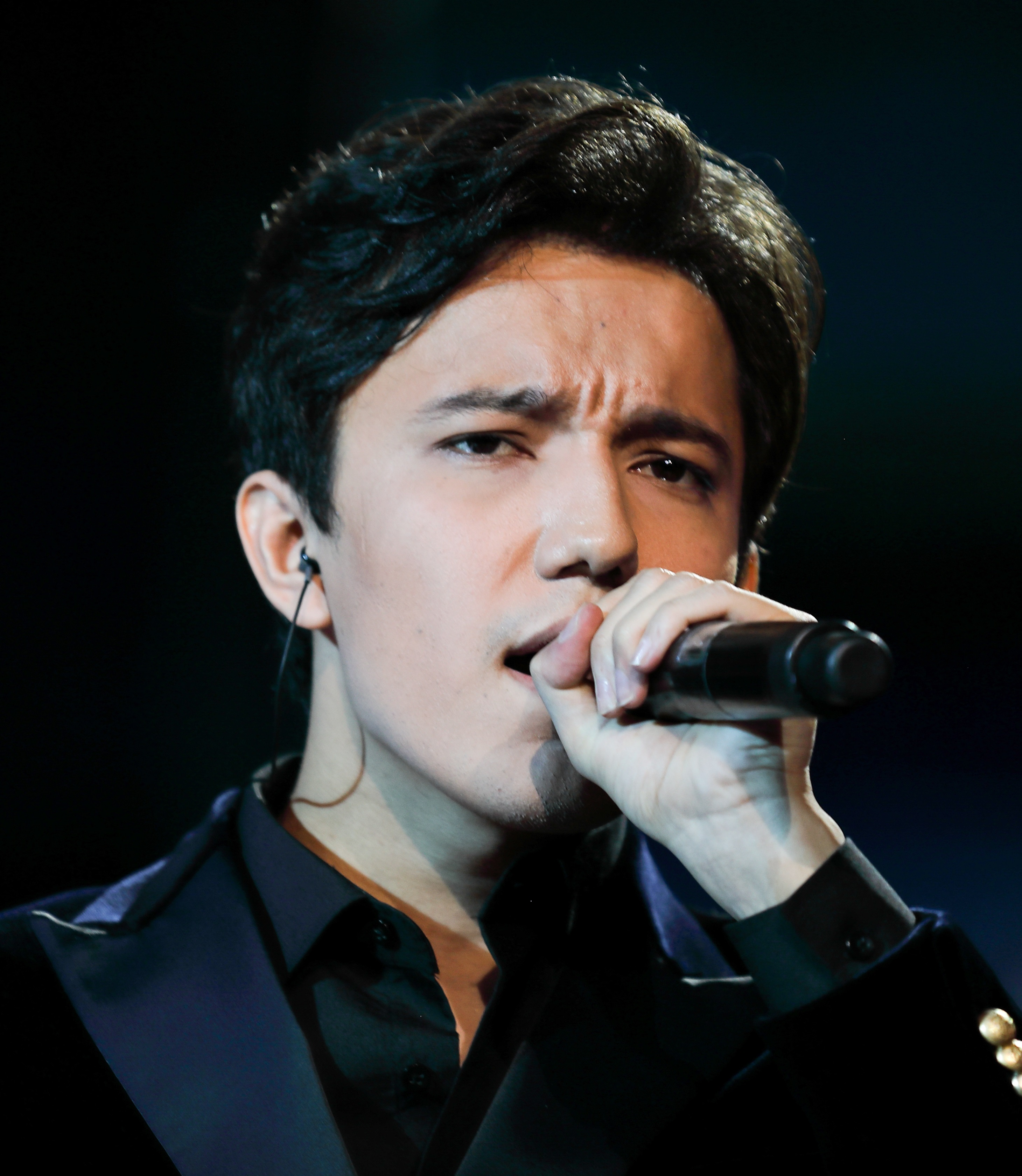
Dimash Kudaibergen, 2019

Dinmukhammed Qanatuly Qudaibergen (kasachisch Дінмұхаммед Қанатұлы Құдайберген Dınmūhammed Qanatūly Qūdaibergen; geboren am 24. Mai 1994 in Aqtöbe, Kasachstan, bekannt als Dimash Kudaibergen; kasachisch Димаш Құдайберген) ist ein kasachischer Sänger, Songwriter und Multiinstrumentalist.
Bekanntheit erlangte er, als er im Jahr 2015 den Grand Prix des Slawjanski Basar in Witebsk, Belarus, gewann, wie auch durch seine „Wildcard“-Teilnahme an der chinesischen TV-Show The Singer des TV-Senders Hunan Television 2017. Seither folgten zahlreiche internationale Auftritte, wie bei den 71. Internationalen Filmfestspielen von Cannes 2018 und im November 2018 in London im Rahmen der „Kazakh Culture Days“. Bekanntheit in den USA erlangte er 2019 mit seinem Auftritt bei der US-amerikanischen Show The World’s Best des TV-Senders CBS.
Er verfügt über eine klassische und zeitgenössische Gesangsausbildung und ist bekannt für seinen außergewöhnlichen Stimmumfang von sechs Oktaven (beziehungsweise sechs Oktaven und fünf Halbtönen inklusive Bruststimme mit Strohbass). Sein Stimmumfang reicht von den tiefen Tönen des Basses weit über die höchsten des Soprans hinaus, vom A’ (kurz: A1; Bruststimme mit Strohbass), über D (kurz: D2; Bruststimme) und f’’’ (kurz: F6; Kopfstimme) bis zum d’’’’’ (kurz: D8; Pfeifregister).

## Leben
Kudaibergen wurde in einer musikalischen Familie geboren, in der die kasachische Sprache und traditionelle Musik und Musikinstrumente, wie die Dombra, eine wichtige Rolle spielten. Bereits im Kindesalter war seine Begeisterung und Faszination für Musik erkennbar und er träumte davon, auf großen Bühnen aufzutreten.
Seine Eltern Qanat Kudaibergenuly Aitbajew (Қанат Құдайбергенұлы Айтбаев) und Swetlana Aitbajewa (Светлана Айтбаева) sind bekannte Sänger Kasachstans. Beide wurden von der kasachischen Regierung als „Verdiente Musiker“ ausgezeichnet. Sein Vater Qanat Aitbajew leitete den regionalen Kulturentwicklungsausschuss von Aqtöbe. Seine Mutter Swetlana Aitbajewa ist Sopranistin der Aqtöbe Philharmonic Society, Mitglied des Ständigen Ausschusses für soziale und kulturelle Entwicklung sowie künstlerische Leiterin des Kinderateliers Saz in der Region Aqtöbe.
Seine Großeltern lebten mit ihm und seinen Eltern im Haus. Seine Großmutter ist pensionierte Lehrerin für Geographie und Biologie und sang in jüngeren Jahren ebenfalls, und sein Großvater war ein Dombraspieler. Kudaibergen hat eine jüngere Schwester und einen jüngeren Bruder.

## Ausbildung
Seit seinem fünften Lebensjahr nahm er Klavier- und Gesangsstunden am Achmet-Schubanow-Musikkolleg in Aqtöbe und gewann im Alter von sechs Jahren den nationalen Klavierwettbewerb Ainalaiyn (Айналайын). Schon seit seiner Zeit im Kinderchor sang er jeweils sowohl Männer- als auch Frauenstimmen. Kudaibergen trat schon in jungen Jahren auf, sang und spielte während seiner Kindheit bei verschiedenen Veranstaltungen und Wettbewerben.
Im Jahre 2009 absolvierte er eine Meisterklasse für Broadway-Musicals.
2014 schloss er den Studiengang „Akademisches Singen“ am Schubanow-Musikkolleg in Aqtöbe ab und begann ein Studium in zeitgenössischer Musik (Jazz und Pop) an der kasachischen Nationaluniversität der Künste in Astana. Gegenwärtig (2019) studiert er dort im Master Komposition.
Kudaibergen singt in verschiedenen Sprachen, z. B. in seiner Muttersprache Kasachisch, aber auch auf Russisch, Mandarin, Englisch, Französisch, Ukrainisch, Italienisch und Kirgisisch.
Von diesen Sprachen spricht er jedoch nur Kasachisch und Russisch, und er begann, Englisch und Mandarin für den „I Am Singer“-Wettbewerb in China zu lernen. Bei den anderen Sprachen, in denen er singt, ahmt er nur die Aussprache nach.
Neben dem Gesang spielt Kudaibergen noch mehrere Instrumente, darunter Klavier, Dombra, Gitarre und Schlagzeug.

## Karriere und Wettbewerbe
Nach seinen Auftritten im Kindes- und Jugendalter nahm Kudaibergen in den Jahren ab 2010 an mehreren Gesangswettbewerben teil. Im Jahr 2012 gewann Dimash den Grand Prix beim nationalen Kontest Junger Interpreten „Schas Qanat“ sowie den ersten Preis beim internationalen TV-Wettbewerb Oriental Bazaar in der Ukraine. Im Jahr 2013 gewann er das erste internationale Festival „Makin Asia“ in Kirgisistan.
Er gewann große Wettbewerbe in Kasachstan (Klangvolle Stimmen von Baikonur, 2010, und Schas Qanat, 2012), der Ukraine (Oriental Bazaar, 2012) und Kirgisistan (Makin Asia, 2013).
2013 trat er als Gastsänger bei der Türkçevizyon Gala Night in Denizli in der Türkei auf. In dieser Zeit veröffentlichte er seine erste eigene Musik (Körkemim (Kasachisch: Көркемім) und Unforgettable Day) sowie Musikvideos zu Körkemim (2013) und Daididau (kasachisch: Дайдидау, 2014).
In Kasachstan und in den postsowjetischen Staaten erlangte er im Jahr 2015 bedeutende Popularität, als er zum jährlich stattfindenden internationalen Kunstfestival Slawjanski Basar in Witebsk, Belarus eingeladen wurde. Er gewann dort am 13. Juli 2015 den Grand Prix mit 175 von 180 Punkten.
In der Folgezeit 2015 trat er regelmäßig in lokalen kasachischen Fernsehsendungen und auf öffentlichen internationalen Veranstaltungen auf; darunter auf der Makin Asia, auf der Expo 2015 in Mailand und beim Eurasia International Film Festival in Almaty, Kasachstan. Bei einem Staatsbesuch in Kasachstan sang er vor dem chinesischen Präsidenten Xi Jinping an der Oper von Astana.
Beim internationalen ABU TV Song Festival 2015 in Istanbul vertrat er mit dem kasachischen Lied Daididau Kasachstan bei der ersten Teilnahme des Landes.
Am 28. Dezember 2015 wurde er bei den kasachischen „Person des Jahres“-Preis durch Publikumsvotum zum „Sänger des Jahres“ gewählt.
Am 1. Januar 2016 erschien seine erste EP, die nach ihm selbst benannt Dimash Kudaibergen heißt.
Im April 2016 startete Kudaibergen seine erste Headliner-Tour, bei der er 25 Konzerte in 25 verschiedenen Regionen in Kasachstan sowie zwei Konzerte in Russland gab. Die Tour trug den Titel Unforgettable Day, nach seinem gleichnamigen Song. Im Juli wurde er eingeladen, bei der Abschlussveranstaltung des Slavianski Bazaar aufzutreten und saß in der Jury bei Bala Dauysy (Voice of Children 2016). Anlässlich des tausendsten Geburtstags der Stadt Almaty trat er im September 2016 beim Galakonzert zusammen mit Yerbolat und Alashuli mit dem Rap Song I’m a Kazakh auf. Im selben Monat folgte im Rahmen des Konzerts Astana – Heart of Eurasia ein Auftritt im Großen Kremlpalast in Moskau.
Im Jahr 2017 nahm er am Wettbewerb „I am a singer“ des chinesischen TV-Senders Hunan Television teil und wurde Zweiter. Mit 22 Jahren war er der jüngste Teilnehmer in der Geschichte der Show und musste gegen professionelle und bekannte chinesische Sänger und Sängerinnen antreten. Schon sein erster Bühnenauftritt, bei dem er „SOS d’un terrien en détresse“ aus der Rockoper Starmania sang, machte ihn in China zum Star. Alle seine Auftritte bei „I am a singer“ belegten Top-Platzierungen in den Fresh Asia Musikcharts.
Im März 2017 gewann Kudaibergen in Shanghai bei den China’s 24th Top Music Awards den Preis als „Best Asian Singer“, was in etwa einer Grammy-Auszeichnung entspricht. Mit Eternal Memory veröffentlichte er seine erste chinesischsprachige Single.
Es folgten Auftritte beim Eurasia Film Festival 2017 und Auszeichnungen als „beliebtester männlicher Sänger“ beim chinesischen Golden Melody Festival in Hongkong, als „Astana Voice“ beim dortigen Internationalen Musikfestival sowie als „Bester männlicher Übersee-Star“ beim New Asia Song Festival in Peking. Er gewann 2017 in China zwei Preise als „beliebtester überseeischer Sänger“ bei der Tencent MTV Asia Music Gala.
Am 27. Juni 2017 fand im Rahmen der Expo 2017 in Astana sein erstes Solokonzert mit dem Titel Bastau (Beginn) statt. Bei seinem Auftritt im September 2017 als Headliner beim Open Air Gakku Festival in Almaty traf er seinen bislang höchsten Ton, das D8 in Unforgettable Day.
Im Jahr 2018 folgten weitere Auszeichnungen, wie bei den Weibo Awards als „New Music Power of the Year“, bei den Global Chinese Golden Chart Awards als „bester Künstler des Jahres“ und bei den Top Global Chinese Music Awards als „populärster Sänger des Jahres“. Er wurde außerdem von Forbes Kasachstan als einer der „30 unter 30“ einflussreichsten Personen gelistet.
Er hatte mehrere Auftritte in Kasachstan und Russland sowie mit seiner D-Dynasty World Live Tour in China. Er war außerdem Jurymitglied beim Slavianski Bazaar 2018. In Europa gab Kudaibergen Konzerte bei den 71. Internationalen Filmfestspielen von Cannes 2018 sowie in der O2-Arena in London im Rahmen der „Kazakh Culture Days“. Ebenso im Jahr 2018 veröffentlichte er seine erste englischsprachige Single mit dem Titel Screaming.
Er wurde 2019 mit einem Auftritt in der US-amerikanischen Show The World’s Best einem breiteren globalen Publikum bekannt.

## Einflüsse und Stil
Kudaibergen entschied sich, statt eine ihm angebotene Stelle an der Oper von Astana anzutreten, eine Karriere in zeitgenössischer Musik zu verfolgen. Er möchte dabei klassische Elemente, traditionelle kasachische Musik sowie Popmusik zusammenbringen. Er selbst benennt als musikalische Einflüsse Michael Jackson, Ermek Serkebaev, Céline Dion, Lara Fabian und Luciano Pavarotti.

## Diskografie

### EPs
- 2016 Dimash Kudaibergen
- 2019 ID

### Singles
- 2015 My Swan (kasachisch: Аққуым (Akkuym)), mit Maira Mukhamedkyzy
- 2015 Unforgettable Day (kasachisch: Ұмытылмас күн (Umytylmas Kun))
- 2016 Good Wishes (kasachisch: Ақ тілек (Ak Tilek))
- 2017 Moonlight Mama (chinesisch: 月亮媽媽)
- 2017 Lively Planet (chinesisch: 熱鬧星球)
- 2017 War And Peace (chinesisch: 戰爭與和平)
- 2017 Give Me Love (chinesisch: 困在愛裡面)
- 2017 The Crown (chinesisch: 荊棘王冠; chinesische Version von Without you; Titelsong für das Spiel Xiaomi Super GOD MOBA)
- 2017 Ocean Over The Time (chinesisch: 时光·沧海; Titelsong für das Spiel Moonlight Blade Online)
- 2017 Go Go Power Rangers (Titelsong für die chinesische Version des Films Power Rangers)[50]
- 2017 Eternal Memories (chinesisch: 拿不走的记忆 (Ná bù zǒu de jìyì); Titelsong des chinesischen Films Battle of Memories)
- 2017 Leyla (kasachisch: Лейла)
- 2017 My Last Words For You (kasachisch: Сөз соңы (Soz Soni))
- 2017 Without You (kasachisch: Кім екен (Kim Eken))
- 2017 Sweet Memories (kasachisch: Тәтті елес (Tatti Eles))
- 2017 My Star (kasachisch: Жұлдызым (Juldizim))
- 2017 Hello (kasachisch: Сәлем (Salem))
- 2017 Give Me Love (kasachisch: Махаббат бер маған (Makhabbat ber magan))
- 2018 Never Land (chinesisch: 熱鬧星球 (Rènào xīngqiú); Studioversion von „Lively Planet“ (2017))
- 2018 Screaming
- 2018 Restart My Love (chinesisch: 重啟愛情 (Chóngqǐ àiqíng); Soundtrack für die chinesische Serie My Idol)
- 2018 Meaning of Eternity (chinesisch: 永恒的意义 (Yǒnghéng de yìyì))

## Trivia
Dimash Kudaibergen nennt seine Fans „Dears“ („seine Lieben“), was er damit folgendermaßen begründet, dass sie ihn so sehr unterstützen und ihm so lieb sind wie seine Familie.
Über Kudaibergen wurden bereits mehrere Dokumentationen gedreht. Dimash Kudaibergen und Flawless Diamond wurden 2017 vom kasachischen Fernsehsender Khabar TV veröffentlicht. Während der Teilnahme von Kudaibergen bei I am a Singer 2017 strahlte Hunan TV den Dokumentarfilm The Singer aus.
Er war außerdem Model bei verschiedenen Modelabels sowie Lifestyle und Fashion-Magazinen.